# 高校ラジオクラブ
高校ラジオクラブ（こうこうラジオクラブ）は、東海ラジオ放送で放送されていた番組。番組に関する問い合わせ先は報道部となっている。2008年11月分までは三協が高等学校ラジオ作品コンクールとともに協賛スポンサーだった。2014年 - 2017年3月に放送されていた高校ラジオクラブⅡ（こうこうラジオクラブツー）についても記述する。

## 番組の歴史・概要
コンセプトは「高校生によるラジオ番組」。番組を企画構成から実際の放送でのディレクター・ミキサーの業務・パーソナリティーの役割まで、一貫して高校生が担当するという番組である（しかし素人が多いため、アドバイスや助言・機材の操作方法等は、東海ラジオのアナウンサー・ディレクター・ミキサーが指導をする。また単独参加の場合は、参加する高校生がパーソナリティとなり、ディレクターやミキサー業務などは東海ラジオのスタッフが担当する）。番組作りの参考などとして、美味時間や宮地佑紀生の聞いてみや〜ちなどのスタジオ見学を行うことができる。
2000年4月に高等学校ラジオ作品コンクールへ参加を目指す放送部所属の高校生のために、俳優が出演する月1回のラジオドラマ『名作ラジオクラブ』としてスタート。2004年10月に放送部所属でない高校生にも自らが企画を持ち寄り番組を実際に放送するまで気軽に体験する現在のスタイルがスタートした。
2014年、「高校ラジオクラブⅡ」がスタート。基本的なコンセプトは変えず放送された。
2017年4月、数字がなくなり、「高校ラジオクラブ」として再スタート。
2020年4月から6月までは、新型コロナウイルス感染拡大による影響で収録を中断し、番組スポンサーである株式会社三協社長の野原秀雄と共に番組を振り返る傑作選を放送していた。7月からは通常の放送に戻った。以降はリモート収録にも対応している。
2022年3月終了。

## 出演者

### 高校ラジオクラブ（第一期）
現在
- 高校生 - 当番組のメイン出演者
- パーソナリティ・高校生サポート役（東海ラジオアナウンサー） - 源石和輝（2008年頃からは番組ディレクターも兼任）・山崎聡子

過去
- パーソナリティ・高校生サポート役 - 浅田若菜（山崎アナが産休により休職するまでは隔週で担当していた。山崎アナ休職後はレギュラー出演していた）

### 高校ラジオクラブⅡ
- 高校生 - 当番組のメイン出演者
- パーソナリティ・高校生サポート役（東海ラジオアナウンサー） - 井田勝也

### 高校ラジオクラブ（第二期）
- 高校生 - 当番組のメイン出演者
- パーソナリティ・高校生サポート役 - 井田勝也（東海ラジオアナウンサー）
- 制作 - 源石和輝（東海ラジオアナウンサー）

## 応募資格
- 高校生なら誰でも応募でき、東海ラジオ放送の放送地域（愛知県・岐阜県・三重県）以外の高校生や放送部などに所属していなくてもOKである[4]。一人から応募できる。
- 応募する場合、エントリーシートを専用ホームページからダウンロード（「Ⅱ」以降は番組ホームページ内の応募フォームから）。必要事項を記入し、応募する。

## 放送日時

### 高校ラジオクラブ（第一期）
ナイターシーズンオフ期
- 2008年 毎月第1週目・金曜日21時30分～21時50分
- 2007年 毎月第1週目の土曜日21時30分～22時の30分間。

以前は土曜日20時～20時30分の30分間で放送していた。
ナイターシーズン期
- 2006年・2007年・2008年は月曜日に放送していた。
- 2009年度はスポンサーが外れたこともあり、放送日が定まっていない〔4月12日、5月10日、6月25日（唯一の木曜日）、9月6日、9月23日の日曜21時～21時30分。7月・8月は放送がない〕。

### 高校ラジオクラブⅡ・高校ラジオクラブ（第二期）
- 毎週月曜21時40分〜21時50分
  - 当日にプロ野球ナイター中継『東海ラジオ ドラゴンズスペシャル』が放送される場合、延長時にはその分放送時間繰り下げ。

## エピソード
- 番組ポスターは毎年パーソナリティがデザインを考えてそれをもとに作っているそうだが、2009年度は山崎アナが考えた原案が採用され、山崎アナがぴーかんテレビで自らが描いたイラストを用いてニュース解説コーナーを担当している武井正晴（東海テレビアナウンサー）に頼んで立派なデザインに仕上げてもらった[5]。
- 2019年8月には静岡県の高校生が担当したり、2021年9月には熊本県の高校生がリモートで担当するなど東海ラジオの放送地域ではない都道府県からの出演もある[4][6]。

## 評価
- ラジオコラムリストのやきそばかおるは何をやれば音声だけでも面白くなるか、パーソナリティを務める高校生自身が考えていく過程が良いと評価している[7]